# Olga Tassi
Olga Tassi (ur. ?) – argentyńska lekkoatletka, płotkarka i skoczkini w dal.
Dwukrotna medalistka mistrzostw Ameryki Południowej (1939, srebro w skoku w dal oraz brąz na 80 metrów przez płotki).
Była rekordzistka kraju w skoku w dal (5,27 w 1940).